# ロベルト・ヘーシンク
ロベルト・ヘーシンク（Robert Gesink、1986年5月31日- ）は、オランダ・ファルセフェルト出身の自転車競技選手。チーム・ロットNL・ユンボ所属。ロベルト・ヘシンクと表記されることもある。

## 経歴
2007年、ラボバンク・エスポワールから昇格し、ラボバンクとプロ契約。ツアー・オブ・カリフォルニアで新人賞を獲得。
2008年ブエルタ・ア・エスパーニャでは山岳コースの第13、第14ステージで健闘したこともあり、総合7位に食い込んだ。
2009年ツール・ド・フランスでは、第5ステージで落車事故に遭い、左手首を骨折してリタイアを余儀なくされた。ブエルタ・ア・エスパーニャには間に合い出場。第18ステージまで、総合優勝を果たすことになるアレハンドロ・バルベルデに次ぐ総合2位を堅持する健闘をみせ、最終的に総合6位に入った。
2010年、ツール・ド・スイスでは、難関山岳ステージとなった第6ステージを制して総合首位に立ち第8ステージまで堅持するも、最終第9ステージの個人タイムトライアルで大きく崩れて表彰台にも届かない総合5位に終わった。9月にカナダで行われた2つの新設ワンデイレースで大活躍し、9月10日のグランプリ・シクリスト・ド・ケベックでは3位。そして2日後に行われたグランプリ・シクリスト・ド・モンレアルではペーター・サガンらを破り、初代優勝者の座に就き、プロツアー初勝利を飾った。
2012年、度重なる落車での苦難を乗り越えツーア―・オブ・カリフォルニアで総合優勝。
2013年にはグランプリ・シクリスト・ド・ケベックで見事2度目のワールドツアー優勝を成し遂げた。
2016年、ブエルタ・ア・エスパーニャのクイーンステージである第14ステージにおいて、長い不調から復活の優勝を獲得し、自身初のグランツールでの勝利となった。

## 主な戦績

### 2004年
- U19オランダ選手権・タイムトライアル優勝。

### 2006年
- セッティマーナ・チクリスティカ・ロンバルディア 総合優勝
- シルキト・モンタニェス 総合優勝。

### 2007年
- ツアー・オブ・カリフォルニア　ヤングライダー賞
- ツール・ド・ベルギー　区間優勝（第4ステージ）
- ドイツ・ツアー　ヤングライダー賞、総合4位
- ツール・ド・ポローニュ　総合2位

### 2008年
- ツアー・オブ・カリフォルニア　ヤングライダー賞、区間優勝（第3ステージ）、総合9位
- パリ〜ニース　ヤングライダー賞、総合4位
- フレッシュ・ワロンヌ　4位
- ドーフィネ・リベレ　総合4位
- 北京オリンピック　10位（ロードレース・個人タイムトライアル）
- ブエルタ・ア・エスパーニャ　総合7位
- 世界選手権　10位（個人ロードレース）

### 2009年
- ツアー・オブ・カリフォルニア　総合8位
- バスク一周　総合7位
- アムステルゴールドレース　3位
- ドーフィネ・リベレ　総合4位
- ブエルタ・ア・エスパーニャ　総合6位
- ジロ・デッレミリア　優勝

### 2010年
- ティレーノ〜アドリアティコ　総合5位・新人賞
- バスク一周　総合8位
- ツール・ド・スイス　区間優勝（第6ステージ）、総合5位
- ツール・ド・フランス　総合6位
- グランプリ・シクリスト・ド・ケベック　3位
- グランプリ・シクリスト・ド・モンレアル　優勝
- ジロ・デッレミリア　連覇

### 2011年
- ツアー・オブ・オマーン　総合優勝、区間優勝（第4，5ステージ）
- ティレーノ〜アドリアティコ　新人賞、総合2位
- バスク一周　総合3位
- アムステルゴールドレース 9位
- グランプリ・シクリスト・ド・ケベック　2位
- UCIワールドツアー　個人総合18位

### 2012年
- ブエルタ・ア・ムルシア　総合8位
- ツアー・オブ・カリフォルニア　総合優勝、区間優勝（第7ステージ）
- ツール・ド・スイス　総合4位
- ブエルタ・ア・エスパーニャ　総合6位

### 2013年
- カタルーニャ一周 総合6位
- グランプリ・シクリスト・ド・ケベック　優勝

### 2016年
- ブエルタ・ア・エスパーニャ　区間優勝（第14ステージ）